# أرت وليامز (حكم كرة قاعدة)
أرت وليامز (بالإنجليزية: Art Williams)‏ هو لاعب كرة قاعدة أمريكي، ولد في 24 فبراير 1934 في كامدن في الولايات المتحدة، وتوفي في 8 فبراير 1979 في بيكرسفيلد في الولايات المتحدة.